# Elecciones parlamentarias de Grecia de 1950
Las elecciones parlamentarias de Grecia fueron realizadas el 5 de marzo de 1950. La victoria fue para el Partido Popular, quién ganó 62 de los 250 escaños.

## Resultados
| Partido                                                                             | Votos     | %    | Escaños |
| ----------------------------------------------------------------------------------- | --------- | ---- | ------- |
| Partido Popular                                                                     | 317.312   | 18.8 | 62      |
| Partido Liberal                                                                     | 291.083   | 17.2 | 56      |
| Unión Nacional del Centro Progresista                                               | 277.739   | 16.4 | 45      |
| Partido Georgios Papandreou                                                         | 180.185   | 10.7 | 35      |
| Alineación Democrática                                                              | 163.824   | 9.7  | 18      |
| Alineación Políticamente Independiente                                              | 137.618   | 8.1  | 16      |
| Frente de Reconstrucción Nacional                                                   | 88.979    | 5.3  | 7       |
| Partido Nacional de Grecia                                                          | 61.575    | 3.6  | 7       |
| Partido de los Trabajadores y Agricultores                                          | 44.308    | 2.6  | 3       |
| Nuevo Partido                                                                       | 42.157    | 2.5  | 1       |
| Partido Nacional del Pueblo Trabajador                                              | 26.925    | 1.6  | 0       |
| Partido para la Unión Nacional                                                      | 14.256    | 0.8  | 0       |
| Partido del Pueblo Trabajador Griego                                                | 9.132     | 0.5  | 0       |
| Partido de Resistencia Nacional de Grecia                                           | 8.260     | 0.5  | 0       |
| Alianza del Partido de los Trabajadores Griegos y Movimiento de Renovación Política | 8.127     | 0.5  | 0       |
| Lista de Independientes                                                             | 2.979     | 0.2  | 0       |
| Partido Liberal Independiente                                                       | 3.087     | 0.2  | 0       |
| Partido Agrario                                                                     | 2.191     | 0.1  | 0       |
| Partido Agrario Laboral Cristiano                                                   | 1.027     | 0.1  | 0       |
| Unión Política Cristiana                                                            | 429       | 0.0  | 0       |
| Partido de los Pilotos Griegos                                                      | 157       | 0.0  | 0       |
| Partido Agrario Independiente                                                       | 146       | 0.0  | 0       |
| Partido Nacional Independiente de los Heridos y Víctimas de la Guerra en Grecia     | 145       | 0.0  | 0       |
| Partido Laborista-Profesional de Grecia                                             | 97        | 0.0  | 0       |
| Partido Agrario Independiente del Pueblo Griego                                     | 63        | 0.0  | 0       |
| Partido Profesional e Industrial de Grecia                                          | 42        | 0.0  | 0       |
| Partido Nacional Bizantino de Grecia                                                | 20        | 0.0  | 0       |
| Independientes                                                                      | 6.742     | 0.4  | 0       |
| Votos en blanco/nulos                                                               | 7.223     | –    | –       |
| Total                                                                               | 1.695.768 | 100  | 250     |
| Fuente: Nohlen & Stöver                                                             |           |      |         |